# Alberto I di Thurn und Taxis
Alberto Maria Giuseppe Massimiliano Lamoral di Thurn und Taxis (nome completo in tedesco: Albert Maria Joseph Maximilian Lamoral, Fürst von Thurn und Taxis; Ratisbona, 8 maggio 1867 – Ratisbona, 22 gennaio 1952) fu l'ottavo principe di Thurn und Taxis e Capo del Casato Principesco di Thurn und Taxis dal 2 giugno 1885 fino alla sua morte, avvenuta il 22 gennaio 1952.

## Infanzia
Alberto nacque a Ratisbona, minore dei due figli maschi di Massimiliano Antonio, principe ereditario di Thurn und Taxis (1831–1867) e della duchessa Elena in Baviera (1834–1890). Sua madre Elena era la sorella maggiore dell'imperatrice Elisabetta d'Austria e della regina Maria Sofia delle Due Sicilie
Suo padre morì quando lui aveva meno di due mesi e fu allevato da sua madre.
Frequentò le università di Würzburg, Friburgo e Lipsia e studiò diritto, economia e storia dell'arte.

## Successione
Nel 1871 il nonno di Alberto, Massimiliano Carlo, morì e suo fratello maggiore Massimiliano Maria gli succedette come principe. Massimiliano morì il 2 giugno 1885 e Alberto gli succedette; sua madre mantenne la reggenza fino al suo 21º compleanno nel 1888. L'8 maggio 1889 fu nominato Duca di Wörth e Donaustauf da Luitpold, principe reggente di Baviera. Il 30 novembre 1889 fu nominato cavaliere dell'Ordine del Toson d'oro austriaco.

## Matrimonio e figli

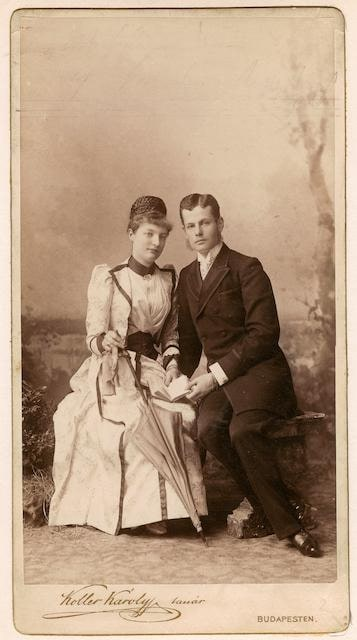
Alberto e sua moglie, l'arciduchessa Margherita

Il 15 luglio 1890, a Budapest, Alberto sposò l'arciduchessa Margherita Clementina d'Austria (6 luglio 1870 – 2 maggio 1955), figlia dell'arciduca Giuseppe Carlo d'Austria. Alberto e Margherita ebbero otto figli:
- Francesco Giuseppe, IX Principe di Thurn und Taxis (21 dicembre 1893 – 13 luglio 1971), sposò la principessa Isabel Maria di Braganza, figlia di Miguel, duca di Braganza
- Principe Giuseppe Alberto di Thurn und Taxis (4 novembre 1895 – 7 dicembre 1895)
- Carlo Augusto, X Principe di Thurn und Taxis (23 luglio 1898 – 26 aprile 1982), sposò la principessa Maria Anna di Braganza, figlia di Miguel, duca di Braganza
- Principe Luigi Filippo di Thurn und Taxis (2 febbraio 1901 – 22 aprile 1933), sposò la principessa Elisabetta di Lussemburgo, figlia del granduca Guglielmo IV di Lussemburgo
- Principe Max Emanuel di Thurn und Taxis (1º marzo 1902 – 3 ottobre 1994)
- Principessa Elisabetta Elena di Thurn und Taxis (15 dicembre 1903 – 22 ottobre 1976), sposò Federico Cristiano, margravio di Meissen
- Principe Raffaele Ranieri di Thurn und Taxis (30 maggio 1906 – 8 giugno 1993), sposò la principessa Margherita di Thurn und Taxis; era padre del principe Max Emanuel di Thurn und Taxis, attuale erede presuntivo dei Thurn and Taxis.
- Principe Filippo Ernesto di Thurn und Taxis (7 maggio 1908 – 23 luglio 1964), sposò la principessa Eulalia di Thurn und Taxis

## Ultimi anni e morte
Nel 1919 fondò un'associazione di cucina di emergenza per alleviare le sofferenze della popolazione nei mesi invernali dopo la prima guerra mondiale. Dopo la seconda guerra mondiale aprì tutti i castelli reali in ed intorno a Ratisbona per i numerosi rifugiati.
Alberto fu anche un mecenate delle arti e sostenne le varie attività culturali a Ratisbona. Ha suonato il pianoforte e l'organo e praticato nei circoli privati come baritono.
Alberto era contrario al nazismo. Fu costretto ad assistere all'arresto di suo figlio Carlo Augusto nell'agosto 1944 da parte della Gestapo, a Landshut, dove rimase prigioniero fino al 1945.
Il 15 luglio 1950 Alberto e Margherita di Thurn und Taxis celebrarono, con grande partecipazione dell'aristocrazia europea e della popolazione Ratisbona, le nozze di diamante.
Alberto morì il 22 gennaio 1952, all'età di 84 anni, al castello di Ratisbona. Sua moglie Margherita morì tre anni dopo, il 2 maggio 1955. Entrambi sono stati sepolti nella cripta della cappella dell'abbazia di St. Emmeram.

## Titoli e trattamento
- 8 maggio 1867 – 10 novembre 1870: Sua Altezza Serenissima Principe Alberto di Thurn und Taxis
- 10 novembre 1870 – 2 giugno 1885: Sua Altezza Serenissima Il Principe Ereditario di Thurn und Taxis
- 2 giugno 1885 – 22 gennaio 1952: Sua Altezza Serenissima Il Principe di Thurn und Taxis

## Ascendenza
|                                                              |                        |                                               | Genitori                                   |  |  | Nonni |  |  | Bisnonni                                        |  |  | Trisnonni                                     |  |
|                                                              |                        |                                               |                                            |  |  |       |  |  | Carlo Alessandro, V Principe di Thurn und Taxis |  |  | Carlo Anselmo, IV Principe di Thurn und Taxis |  |
|                                                              |                        |                                               |                                            |  |  |       |  |  | Carlo Alessandro, V Principe di Thurn und Taxis |  |  | Carlo Anselmo, IV Principe di Thurn und Taxis |  |
|                                                              |                        | Duchessa Augusta di Württemberg               |                                            |  |  |       |  |  | Carlo Alessandro, V Principe di Thurn und Taxis |  |  |                                               |  |
| Massimiliano Carlo, VI Principe di Thurn und Taxis           |                        |                                               |                                            |  |  |       |  |  | Carlo Alessandro, V Principe di Thurn und Taxis |  |  |                                               |  |
|                                                              |                        | Duchessa Teresa di Meclemburgo-Strelitz       | Carlo II, Granduca di Meclemburgo          |  |  |       |  |  |                                                 |  |  |                                               |  |
|                                                              |                        | Duchessa Teresa di Meclemburgo-Strelitz       | Carlo II, Granduca di Meclemburgo          |  |  |       |  |  |                                                 |  |  |                                               |  |
|                                                              |                        | Duchessa Teresa di Meclemburgo-Strelitz       | Principessa Federica d'Assia-Darmstadt     |  |  |       |  |  |                                                 |  |  |                                               |  |
| Massimiliano Antonio, Principe Ereditario di Thurn und Taxis |                        | Duchessa Teresa di Meclemburgo-Strelitz       |                                            |  |  |       |  |  |                                                 |  |  |                                               |  |
|                                                              |                        | Ernesto, Barone di Dörnberg                   | Pandolphus Ferdinand, Barone di Dörnberg   |  |  |       |  |  |                                                 |  |  |                                               |  |
|                                                              |                        | Ernesto, Barone di Dörnberg                   | Pandolphus Ferdinand, Barone di Dörnberg   |  |  |       |  |  |                                                 |  |  |                                               |  |
|                                                              |                        | Ernesto, Barone di Dörnberg                   | Caroline Dorothea von Löwenstein           |  |  |       |  |  |                                                 |  |  |                                               |  |
| Baronessa Guglielmina di Dörnberg                            |                        | Ernesto, Barone di Dörnberg                   |                                            |  |  |       |  |  |                                                 |  |  |                                               |  |
|                                                              |                        | Wilhelmine Henriette Maximiliane von Glauburg | Friedrich Maximilian von Glauburg          |  |  |       |  |  |                                                 |  |  |                                               |  |
|                                                              |                        | Wilhelmine Henriette Maximiliane von Glauburg | Friedrich Maximilian von Glauburg          |  |  |       |  |  |                                                 |  |  |                                               |  |
|                                                              |                        | Wilhelmine Henriette Maximiliane von Glauburg | Wilhelmine Auguste Caroline von Geismar    |  |  |       |  |  |                                                 |  |  |                                               |  |
| Alberto, VIII Principe di Thurn und Taxis                    |                        | Wilhelmine Henriette Maximiliane von Glauburg |                                            |  |  |       |  |  |                                                 |  |  |                                               |  |
|                                                              | Pio Augusto in Baviera | Guglielmo in Baviera                          |                                            |  |  |       |  |  |                                                 |  |  |                                               |  |
|                                                              | Pio Augusto in Baviera | Guglielmo in Baviera                          |                                            |  |  |       |  |  |                                                 |  |  |                                               |  |
|                                                              | Pio Augusto in Baviera | Maria Anna di Zweibrücken-Birkenfeld          |                                            |  |  |       |  |  |                                                 |  |  |                                               |  |
| Massimiliano Giuseppe in Baviera                             | Pio Augusto in Baviera |                                               |                                            |  |  |       |  |  |                                                 |  |  |                                               |  |
|                                                              |                        | Amalia Luisa di Arenberg                      | Louis-Marie, Duca di Arenberg              |  |  |       |  |  |                                                 |  |  |                                               |  |
|                                                              |                        | Amalia Luisa di Arenberg                      | Louis-Marie, Duca di Arenberg              |  |  |       |  |  |                                                 |  |  |                                               |  |
|                                                              |                        | Amalia Luisa di Arenberg                      | Marie Adélaïde Julie de Mailly             |  |  |       |  |  |                                                 |  |  |                                               |  |
| Duchessa Elena in Baviera                                    |                        | Amalia Luisa di Arenberg                      |                                            |  |  |       |  |  |                                                 |  |  |                                               |  |
|                                                              |                        | Massimiliano I Giuseppe di Baviera            | Federico Michele di Zweibrücken-Birkenfeld |  |  |       |  |  |                                                 |  |  |                                               |  |
|                                                              |                        | Massimiliano I Giuseppe di Baviera            | Federico Michele di Zweibrücken-Birkenfeld |  |  |       |  |  |                                                 |  |  |                                               |  |
|                                                              |                        | Massimiliano I Giuseppe di Baviera            | Maria Francesca del Palatinato-Sulzbach    |  |  |       |  |  |                                                 |  |  |                                               |  |
| Ludovica di Baviera                                          |                        | Massimiliano I Giuseppe di Baviera            |                                            |  |  |       |  |  |                                                 |  |  |                                               |  |
|                                                              |                        | Carolina di Baden                             | Carlo Luigi di Baden                       |  |  |       |  |  |                                                 |  |  |                                               |  |
|                                                              |                        | Carolina di Baden                             | Carlo Luigi di Baden                       |  |  |       |  |  |                                                 |  |  |                                               |  |
|                                                              |                        | Carolina di Baden                             | Amalia d'Assia-Darmstadt                   |  |  |       |  |  |                                                 |  |  |                                               |  |
|                                                              |                        | Carolina di Baden                             |                                            |  |  |       |  |  |                                                 |  |  |                                               |  |